# Лозавік
Лозавік (біл. Лазавік) — персонаж білоруської міфології, дух або болотне божество, що живе у лозі, у болоті та захищає його. Завжди допомагає людям врятуватися від Водяників та Болотяників, але іноді, заради веселощів може заманити людину в трясовину, або просто густу лозу, але потім — завжди допомагає їй вибратися.

## Опис
Лозавік це лісовий дух, що живе в лозі та болоті й захищає його. Найчастіше постає у вигляді старичка невеликого зросту, з одним яскраво блакитним оком на обличчі та величезним носом і бородою, яка покриває все тіло. Завжди носить із собою невеличкий батіг, яким він ганяє по лозі дрібних, шкідливих і галасливих Болотяників. Живе в невеликому будиночку серед боліт, без дверей та вікон, а тільки з малим отвором на даху. Його хатку ніколи не зможе знайти жодна людина, оскільки, як тільки хтось надумає підійти до нього, будиночка наче й не було на тому місці, бо він відразу звідти піде. Лозавік ніколи не шкодив людям, а навіть допомагав їм, в тому числі врятуватися від Водяників та Болотяників. Однак, час від часу й жартував над ними —— заманював людей в трясовину, або просто густу лозу, але після цього допомагав їм. Завжди коли Лозавік бродить по болоту його очей сяє, ніби як вогник.
Лозавік дуже бояться блискавок, осушення боліт і вирубки лози, бо через це він гине.